# Exechia exigua
Exechia exigua är en tvåvingeart som beskrevs av Lundstrom 1909. Exechia exigua ingår i släktet Exechia och familjen svampmyggor. Arten är reproducerande i Sverige. Inga underarter finns listade i Catalogue of Life.